# بنیاد پژوهش‌های زنان ایران
بنیاد پژوهش‌های زنان ایران (IWSF) یک بنیاد پژوهشی غیرانتفاعی با هدف برابری جنسیتی است که می‌کوشد آثار زنان در تاریخ ایران را حفظ کند و گسترش دهد.
به نوشتهٔ رؤیا کریمی مجد در رادیو فردا بنیاد پژوهش‌های زنان ایران را افسانه نجم‌آبادی، گلناز امین و اما دلخانیان در سال ۱۹۹۲ میلادی تأسیس کردند. اما پروین شهبازی در رادیو زمانه نوشته بنیاد در سال ۱۹۸۹ میلادی تأسیس شد و به جای اما دلخانیان از شهلا حائری به عنوان سومین مؤسس یاد کرده‌است. گلناز امین از آغاز مدیر ارشد اجرایی بنیاد بوده‌است و به نوشتهٔ رادیو فردا «سال‌هاست که بار اصلی بنیاد» بر دوش اوست.
بنیاد هر ساله کنفرانسی سه روزه را در یکی از شهرهای اروپا یا آمریکای شمالی برگزار می‌کند و یک نفر را به عنوان زن سال معرفی می‌کند. پروین شهبازی بنیاد را در انتخاب «موضوع‌های تابوشکن، پیشرو» خوانده‌است. شرکت‌کنندگان در کنفرانس مرکب از پژوهش‌گران و محققان هستند و برای حفظ تنوع در سخنرانان، هر فرد فقط پس از گذشت ۵ سال ممکن است دوباره برای سخنرانی دعوت شود.
- ۱مین کنفرانس: دانشگاه هاروارد، آمریکا[۲]
- ۲مین کنفرانس: دانشگاه هاروارد، آمریکا[۲]
- ۲۵مین کنفرانس: سن دیگو، آمریکا[۳]
- ۲۶مین کنفرانس: ۱۹ تا ۲۱ خرداد ۱۳۹۶، فلورانس، ایتالیا. زن برگزیدهٔ سال: شهلا شفیق[۱]
- ۲۷مین کنفرانس: ۵ تا ۷ اوت ۲۰۱۶: دانشگاه مریلند، آمریکا[۴]
- ۲۹مین کنفرانس: ۸ تا ۱۰ ژوئن ۲۰۱۸: استکهلم، سوئد[۵][۶]
- ۳۰مین کنفرانس: فلورانس، ایتالیا[۲]

به گفتهٔ گلناز امین، بنیاد از هیچ‌جایی کمک مالی نمی‌گیرد و صرفاً با ورودی ۱۰۰ دلاری کنفرانس روزگار می‌گذراند. هرچند بنیادهای مستقلی چون هاینریش بل، وقتی کنفرانس در آلمان برگزار شده به آن کمک کرده‌اند. اجارهٔ سالن، هزینه‌های سفر و سکونت سه روزه سخنرانان و هنرمندان، و چاپ سالنامه (تا سال ۲۰۱۳) بیشترین هزینه‌های برگزاری کنفرانس را تشکیل می‌دهند.
شب‌های کنفرانس‌ها برنامه‌های تفریحی از جمله موسیقی و هنرهای نمایشی برگزار می‌شود که مخاطبان فراوانی را جذب می‌کند.